# Parque Internacional Roosevelt Campobello
O Parque Internacional Roosevelt Campobello é um parque entre a província canadense de New Brunswick e o estado americano do Maine. O nome foi dado em homenagem a Franklin Delano Roosevelt, o 32º Presidente dos Estados Unidos.